# Paidia fuliginosa
Paidia fuliginosa är en fjärilsart som beskrevs av Hans Reisser 1928. Paidia fuliginosa ingår i släktet Paidia och familjen björnspinnare. Inga underarter finns listade i Catalogue of Life.